# Felipe Perrone
Felipe Perrone, född 27 februari 1986 i Rio de Janeiro, är en brasiliansk-spansk vattenpolospelare. Han ingick i Spaniens landslag vid olympiska sommarspelen 2008 och 2012. 
Perrone gjorde sexton mål i herrarnas turnering i vattenpolo vid olympiska sommarspelen 2012.
Perrone tog VM-silver för Spanien i samband med världsmästerskapen i simsport 2009 i Rom.
År 2014 meddelade Perrone att han fortsättningsvis tävlar för Brasilien.